# Henri Villain
Pour les articles homonymes, voir Villain.
Henri Georges Villain né le 20 juin 1878 à Châteaudun et mort le 26 novembre 1938 à Chartres est un peintre et illustrateur français.

## Biographie
Élève du peintre Fernand Cormon (1845-1924) à l'École nationale supérieure des beaux-arts de Paris, Henri Villain séjourne six ans en Hollande, où il se forme aux paysages, puis en Italie et en Dalmatie.
Il découvre l'Algérie en 1910 en tant que lauréat du prix Abd-el-Tif de la même année, décerné par la Société des peintres orientalistes français. Il s'établit dans les Aurès et le Souf, vivant uniquement pour sa peinture une vie d'ascèse.
En juin 1939, une exposition rétrospective est organisée à Chartres pour lui rendre hommage.

## Œuvres

### Peinture
- Alger, musée national des Beaux-Arts, La ville de Ghardaïa.[réf. souhaitée]
- Chartres, musée des Beaux-Arts :
  - L'Heure du café en Hollande, 1908 (œuvre de jeunesse) ;
  - Marabout à Béni-Abbes, 1927 ;
  - Vue de Ghardaïa, 1929 ;
  - Espagne, place à Ronda, 1933 ;
  - Espagne, rue à Ronda, 1933 ;
  - Espagne, maison à la Vierge, 1934 ;
  - Vieux lavoirs sur l'Eure, 1936 ;
  - Intérieur de la cathédrale de Chartres, 1936, dépôt ;
  - Intérieur de la cathédrale de Chartres, 1938 (dernière œuvre).
- Marseille, musée des Beaux-Arts : Intérieur hollandais, huile sur toile, 65 × 79 cm, copie d'après l'œuvre de Pieter de Hooch conservée à Paris au musée du Louvre, dépôt de 1874 (inv. Louvre 1372, Marseille 469)[3],[a].
- Paris, musée d'Orsay : Bouzina, fin d'été[4] et/ou Paysage marocain, entre 1910 et 1924[5].

Peinture
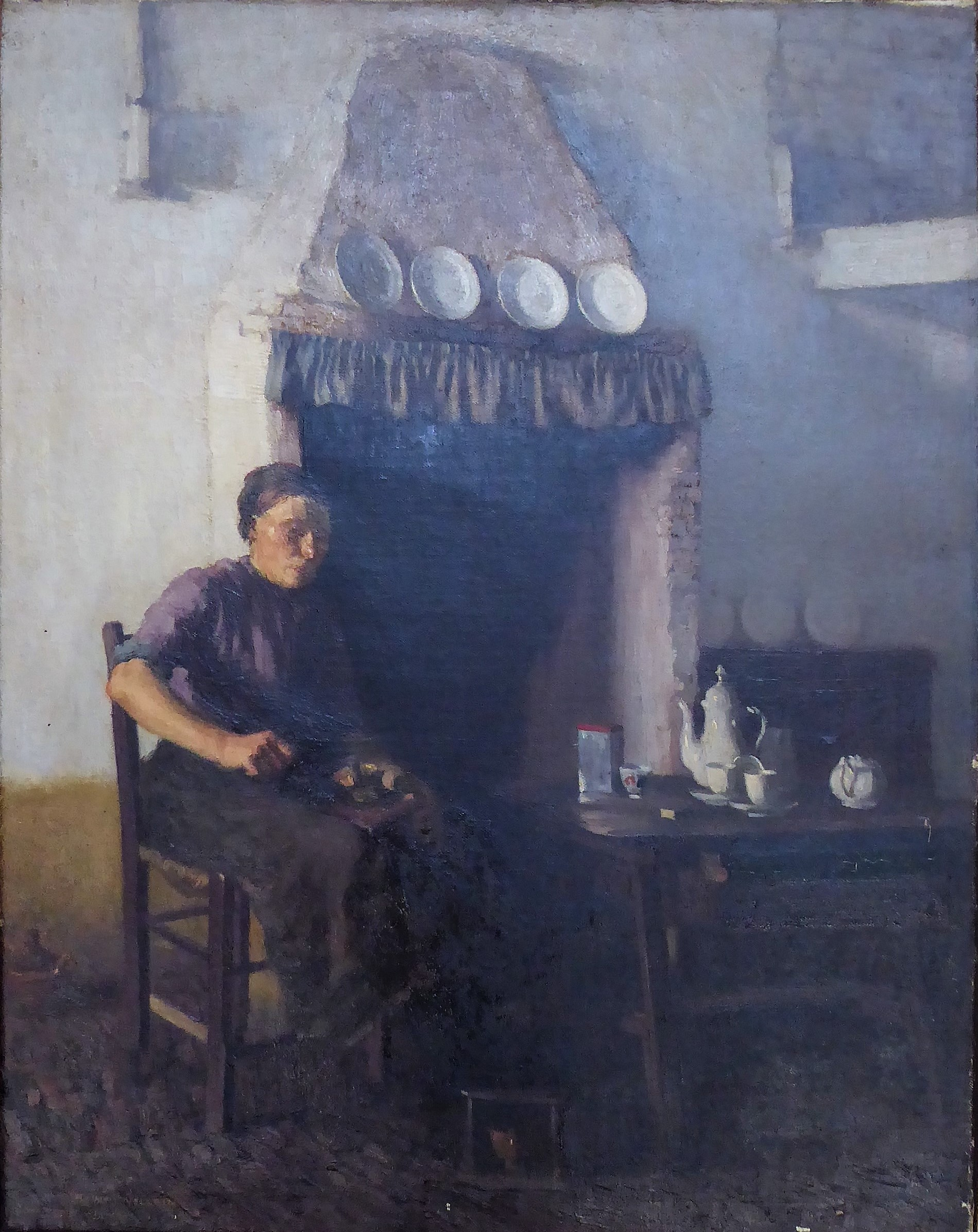
L'Heure du café en Hollande (1908).
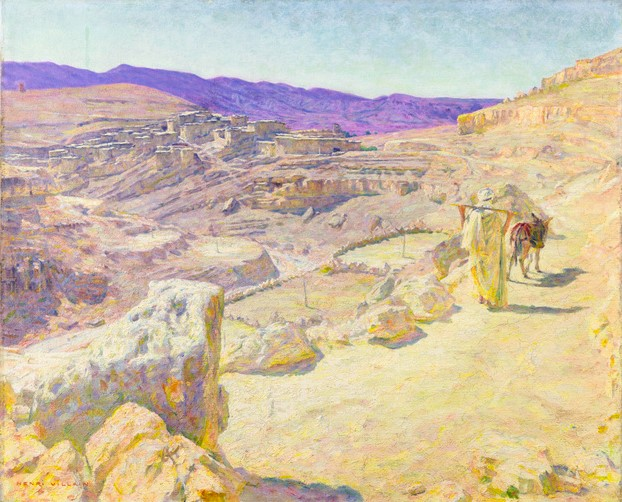
Bouzina, fin d'été, Algérie (1910-1924).
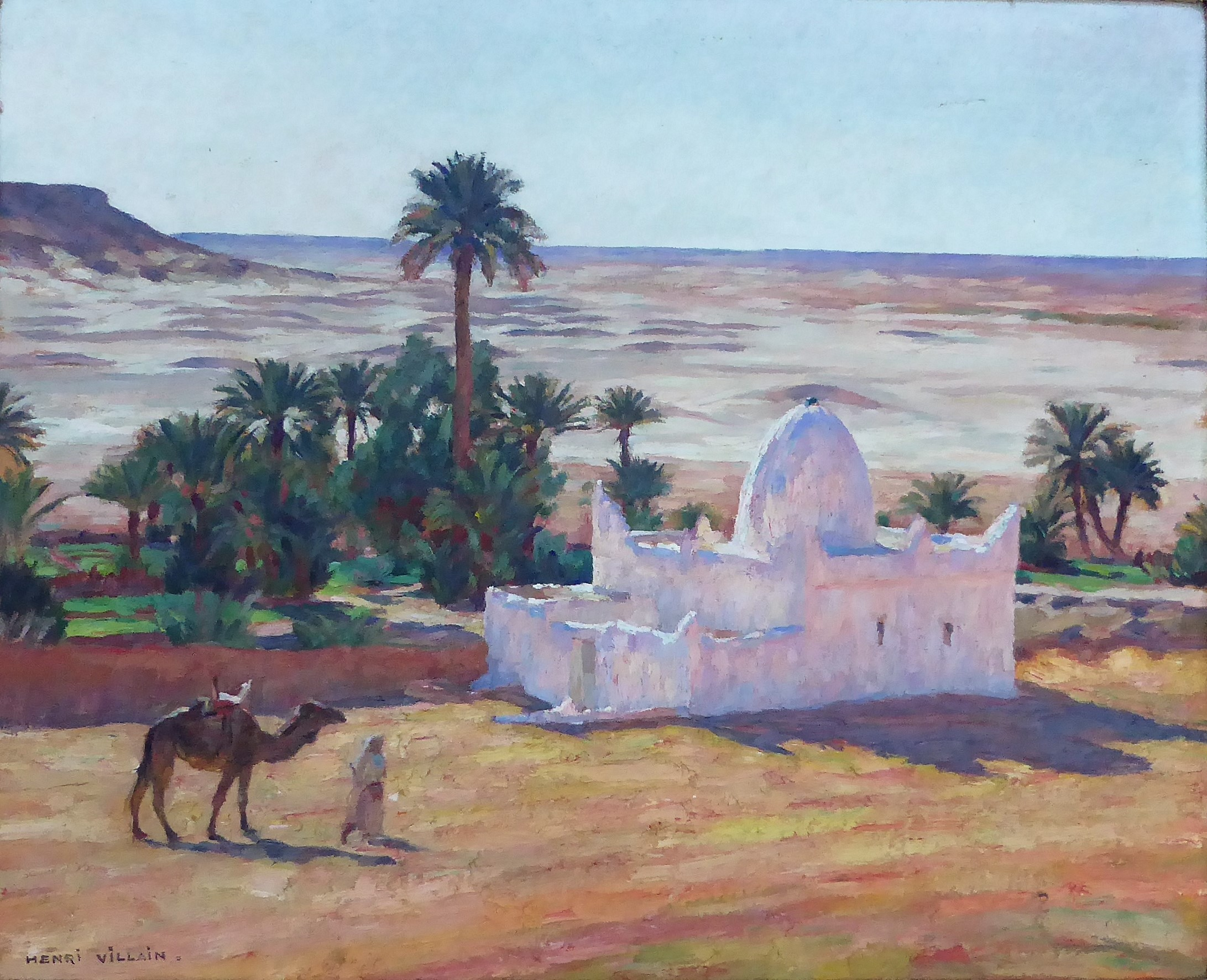
Marabout à Béni-Abbes, Algérie (1927).
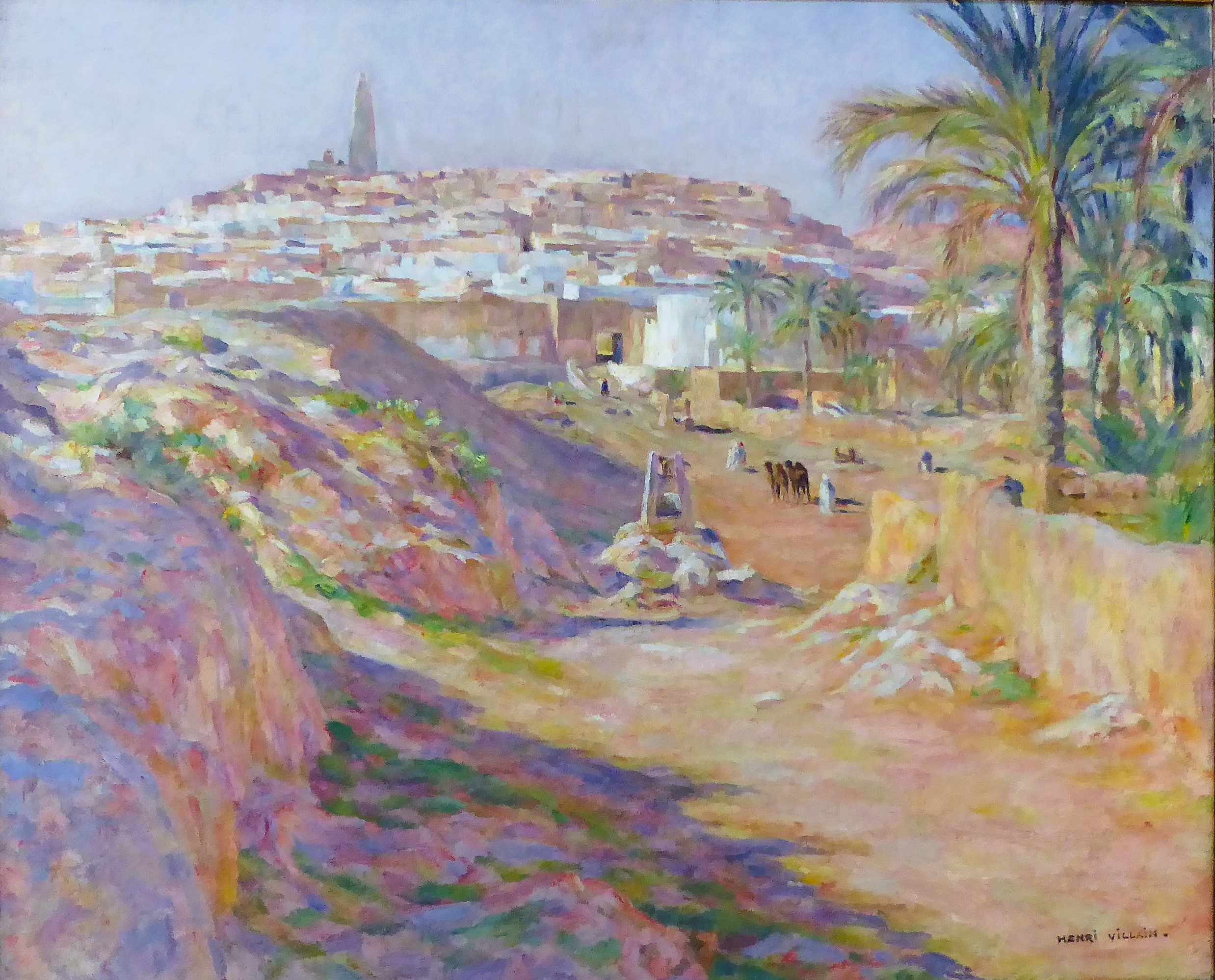
Vue de Ghardaïa, Algérie (1929).

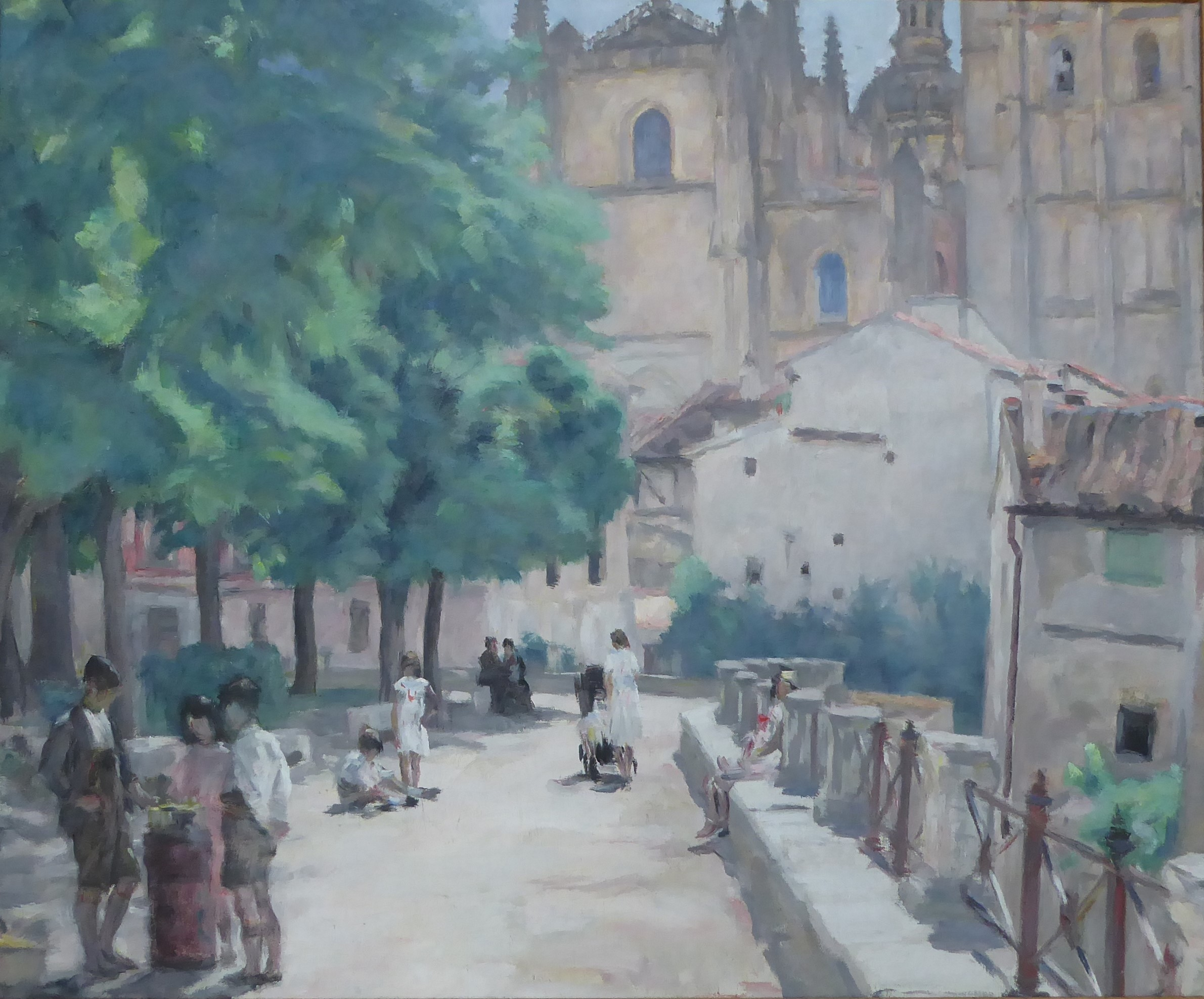
Espagne, place à Ronda (1933).
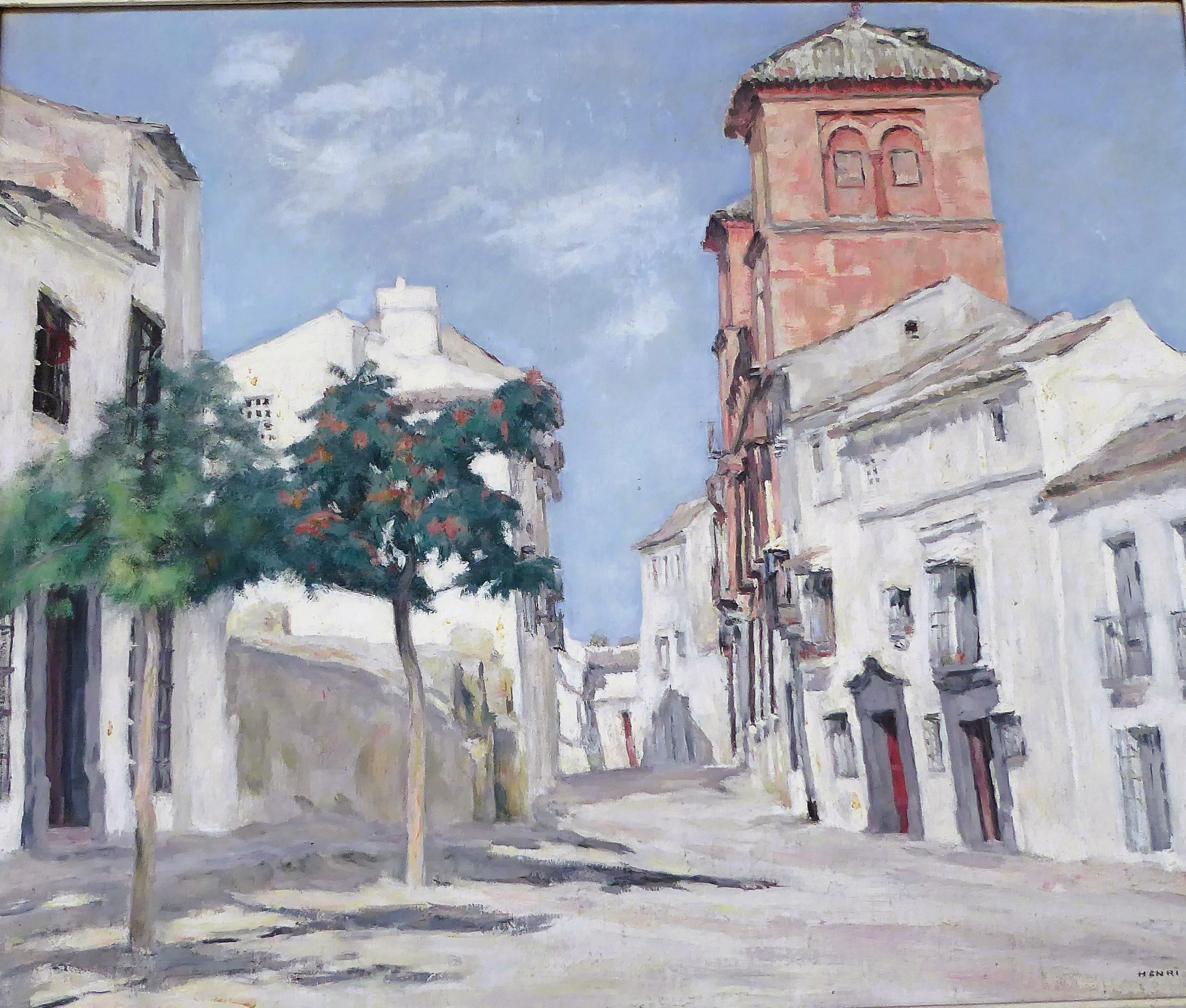
Espagne, rue à Ronda (1933).
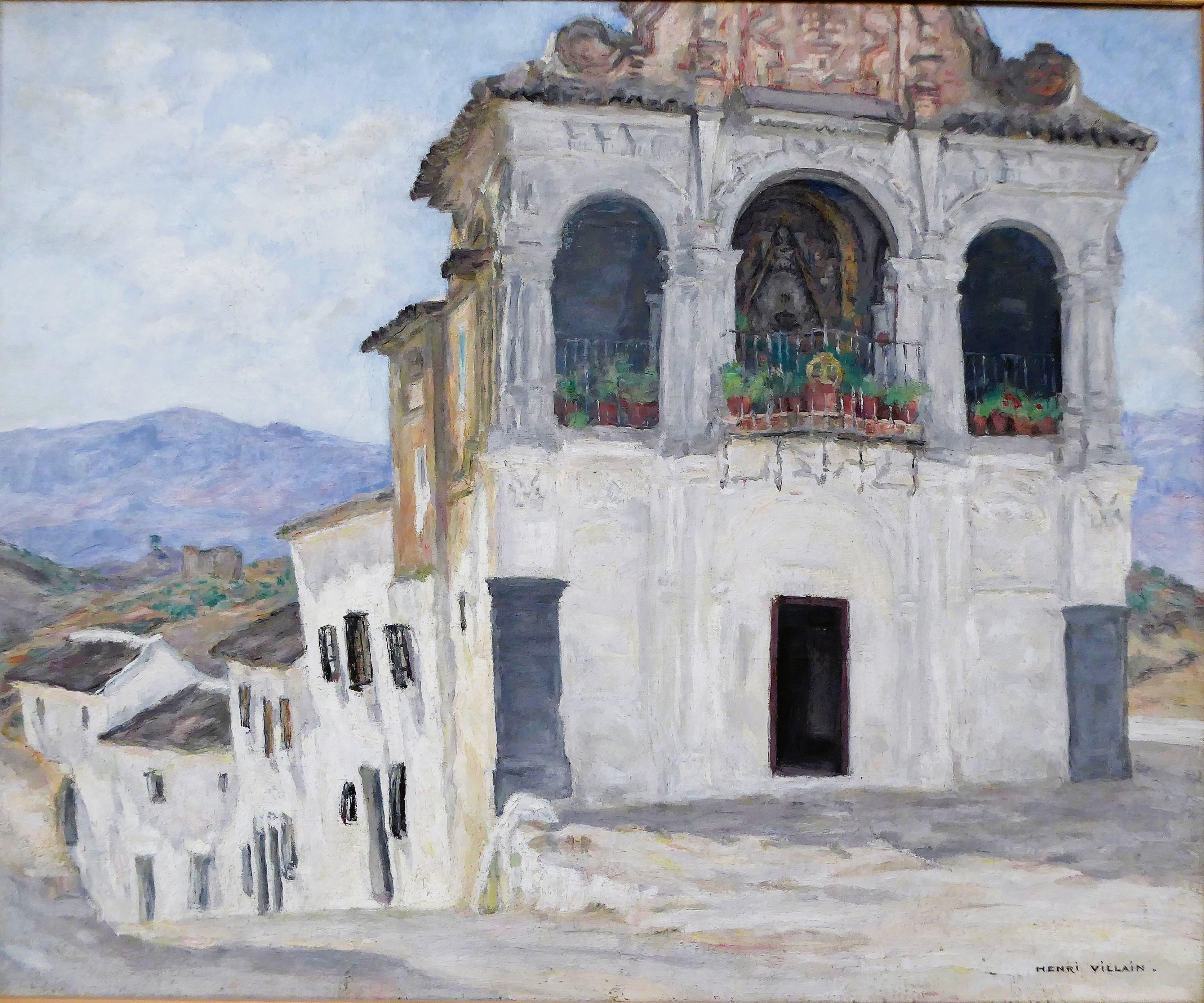
Espagne, maison à la Vierge (1934).
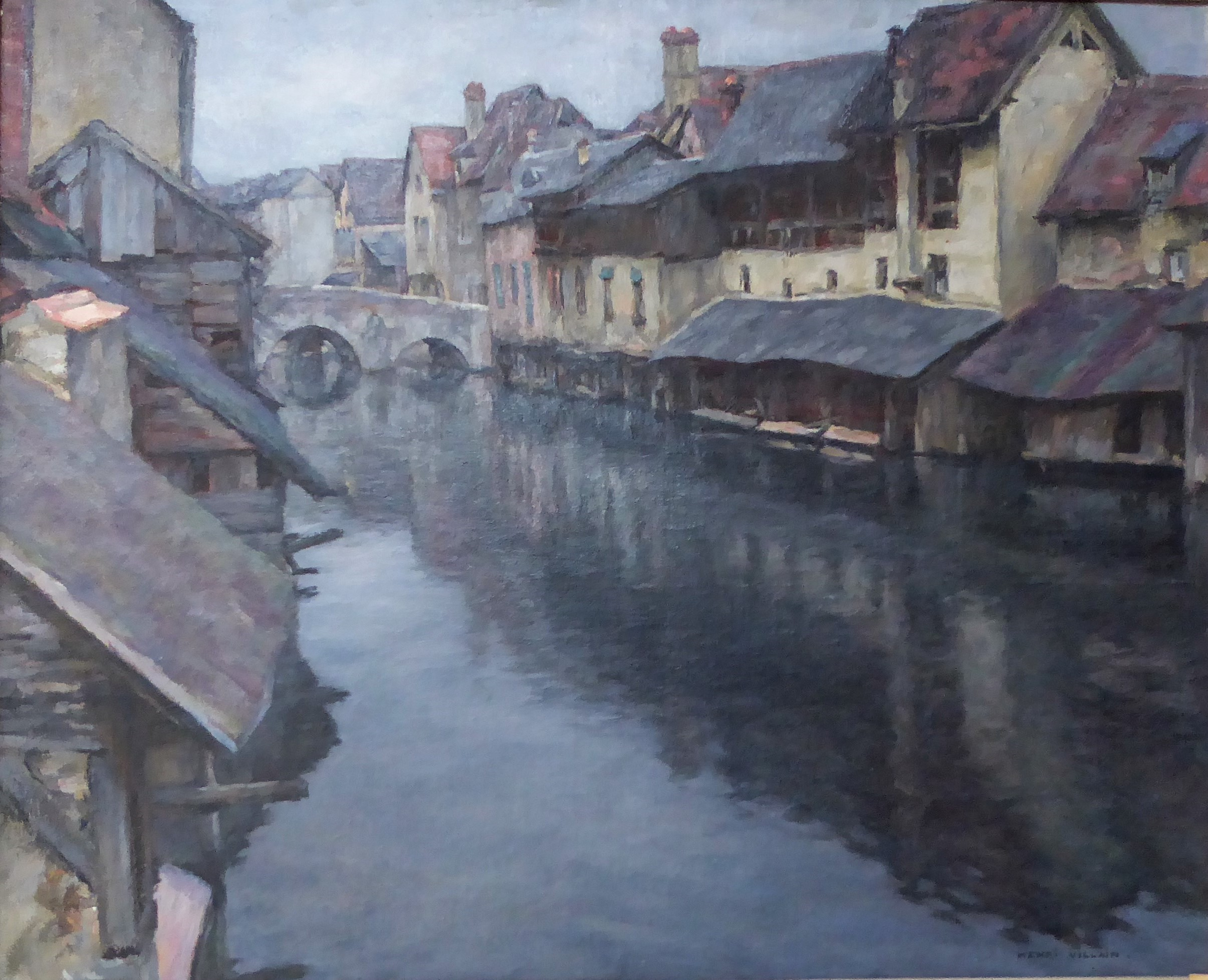
Vieux lavoirs sur l'Eure (1936).
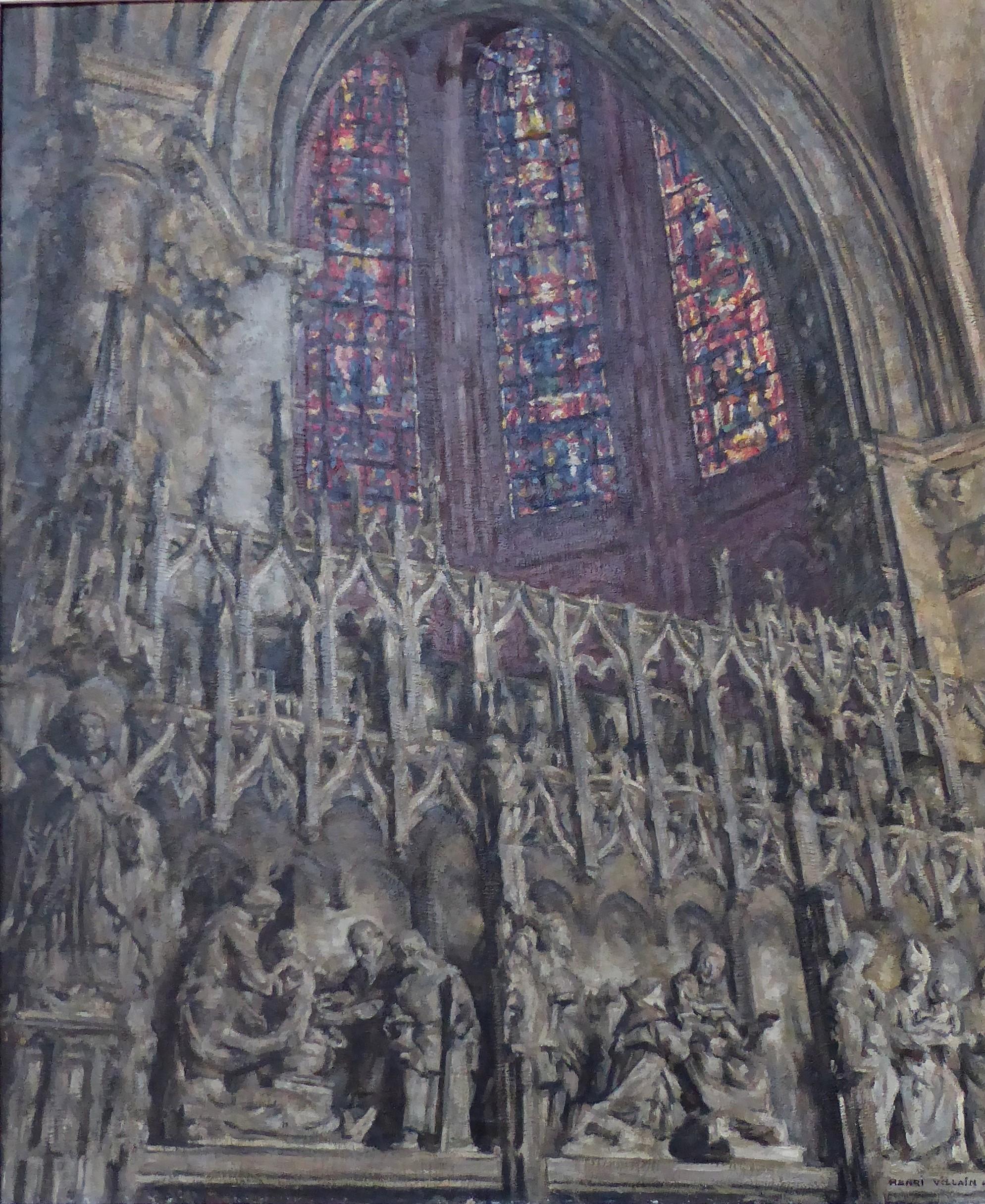
Intérieur de la cathédrale de Chartres (1936).
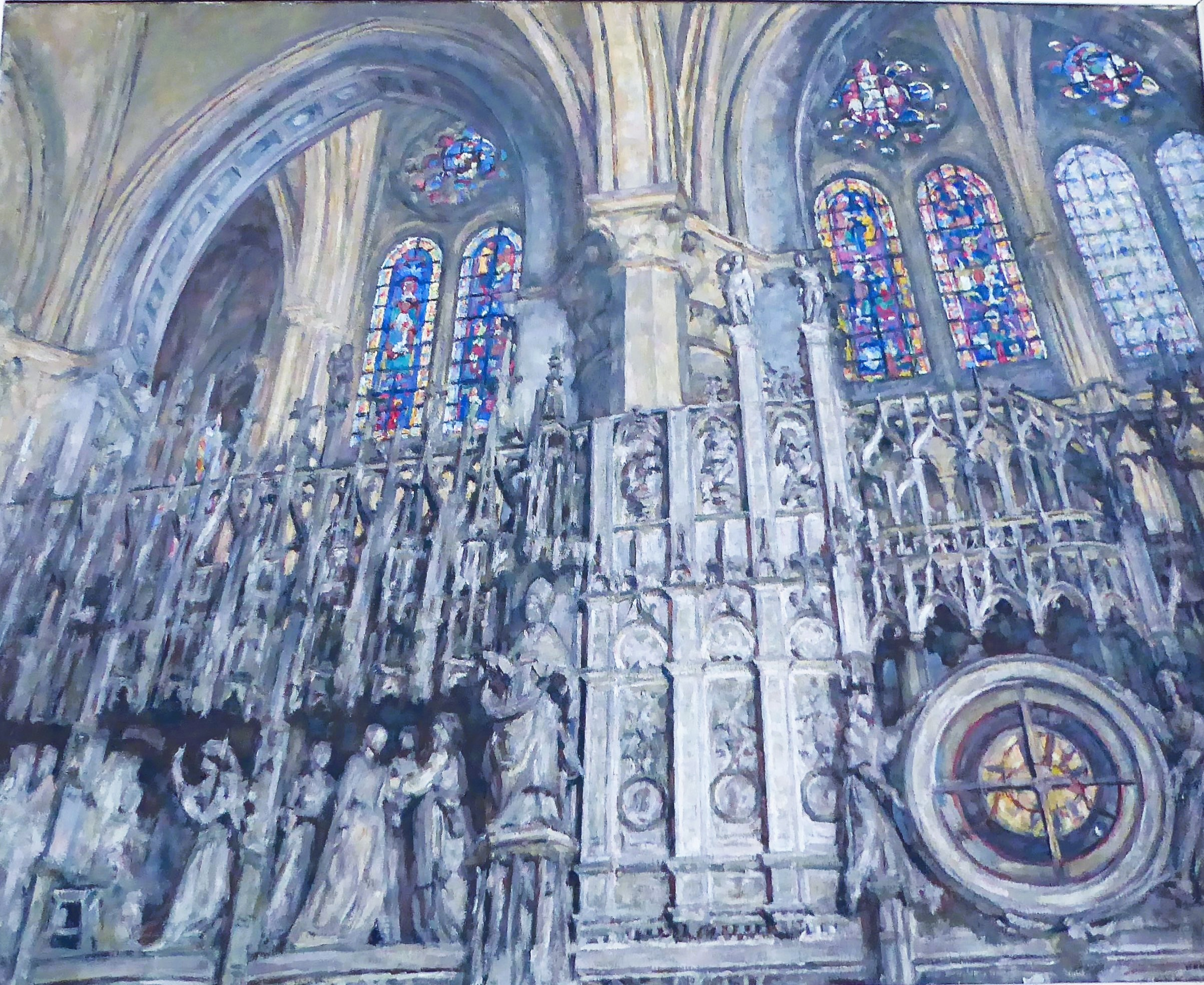
Intérieur de la cathédrale de Chartres (1938).

### Illustration
- Dr. Ludovic O’Followell, Le Corset, Paris, A. Maloine, 1905 (lire sur Wikisource), « Le Corset ».
- Compagnie algérienne, 50 rue d'Anjou, Paris. Emprunt national, 1920, affiche[1].

Illustrations de l'ouvrage Le Corset
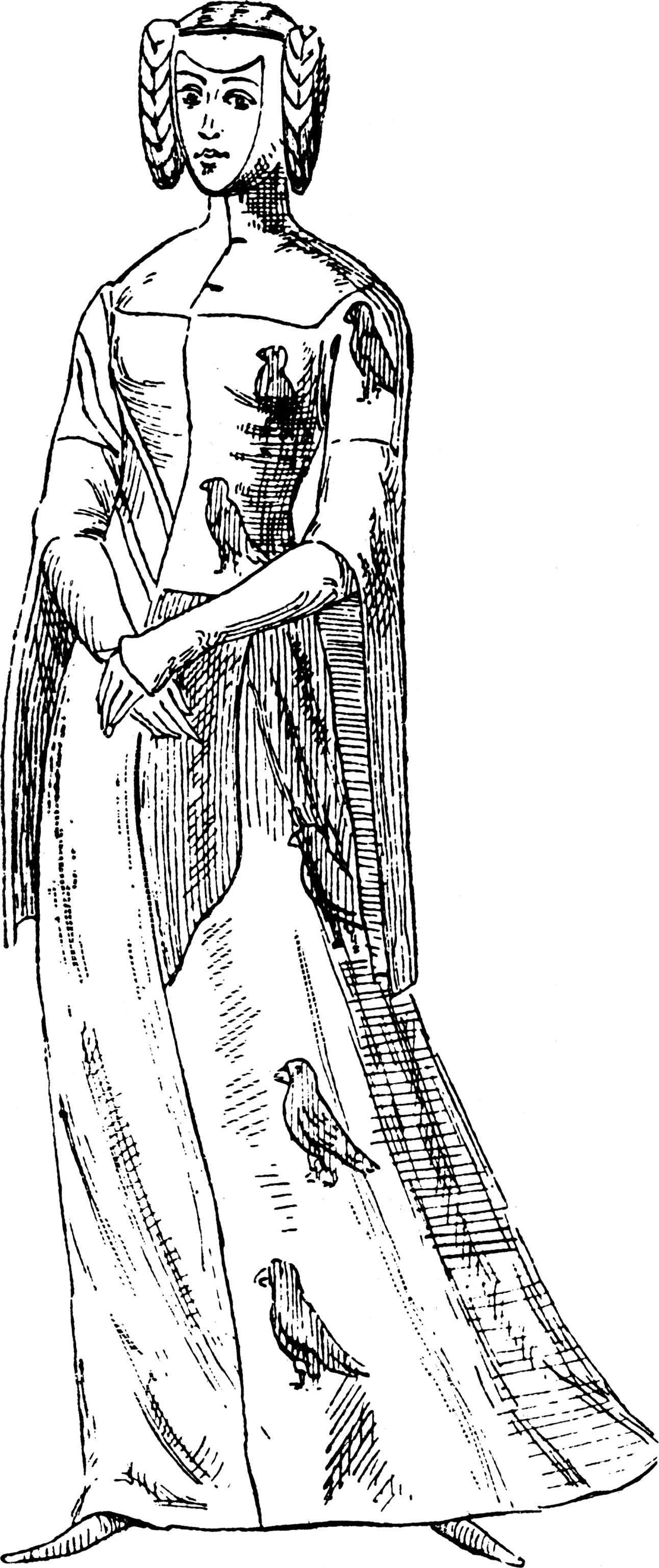
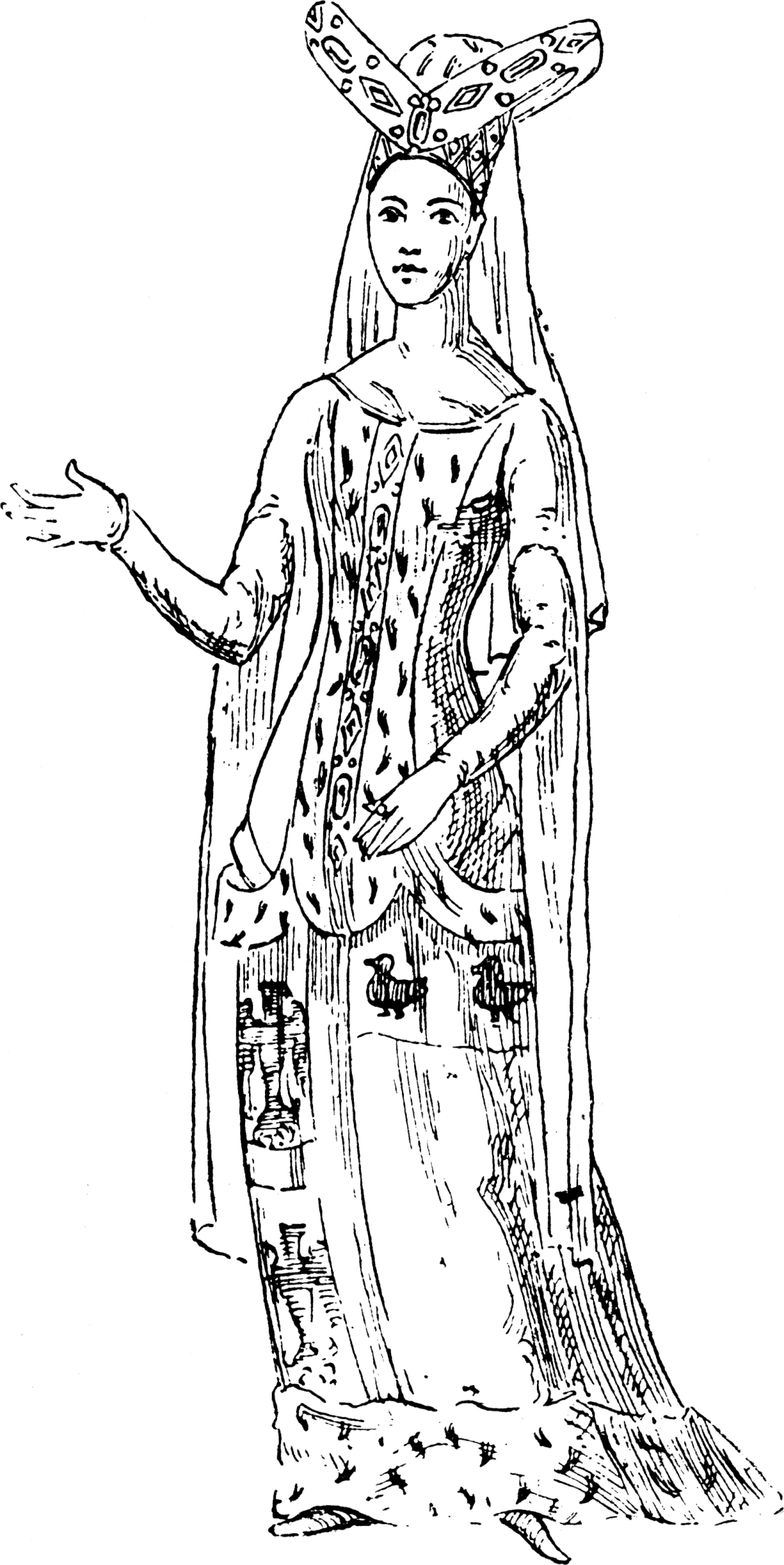
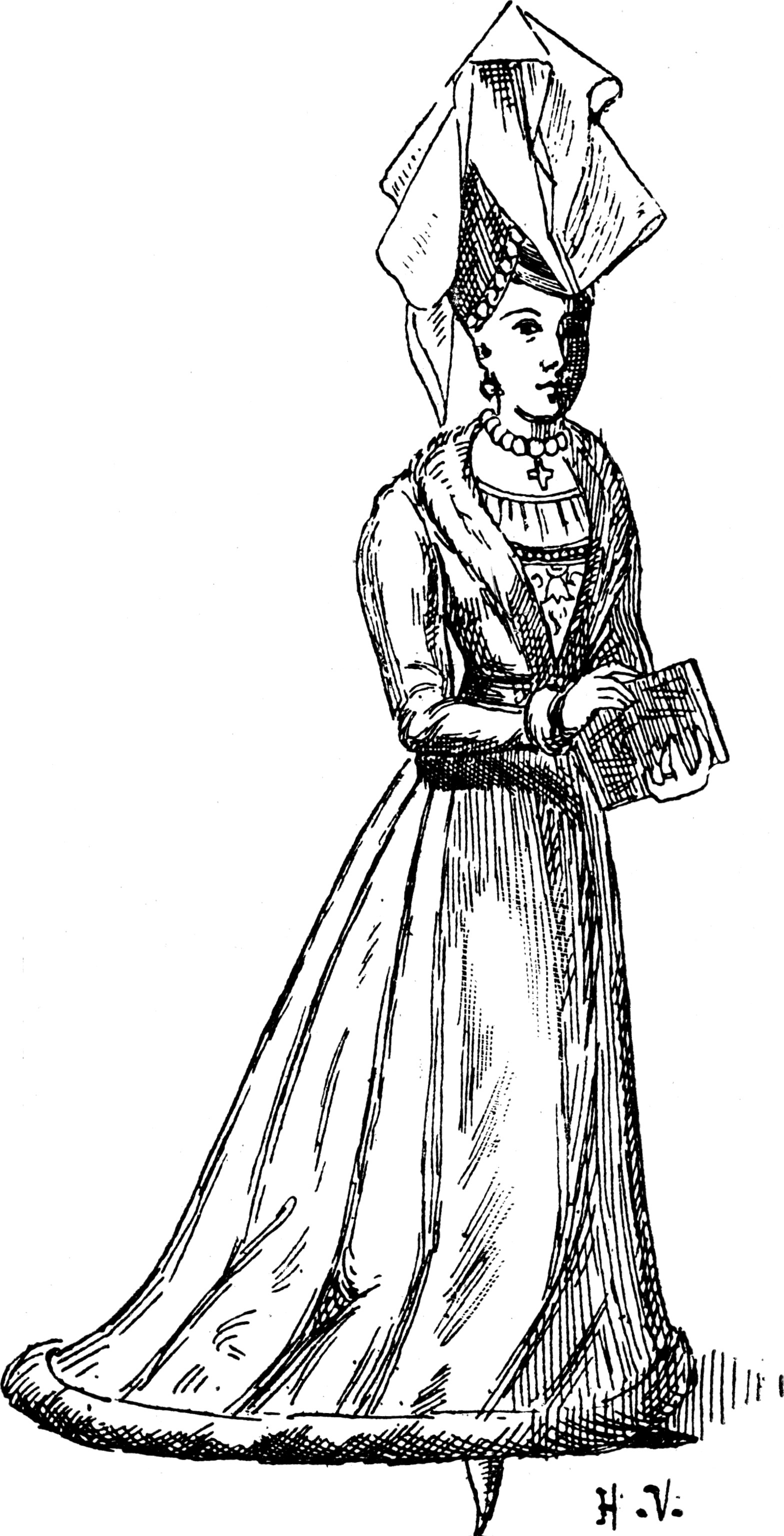
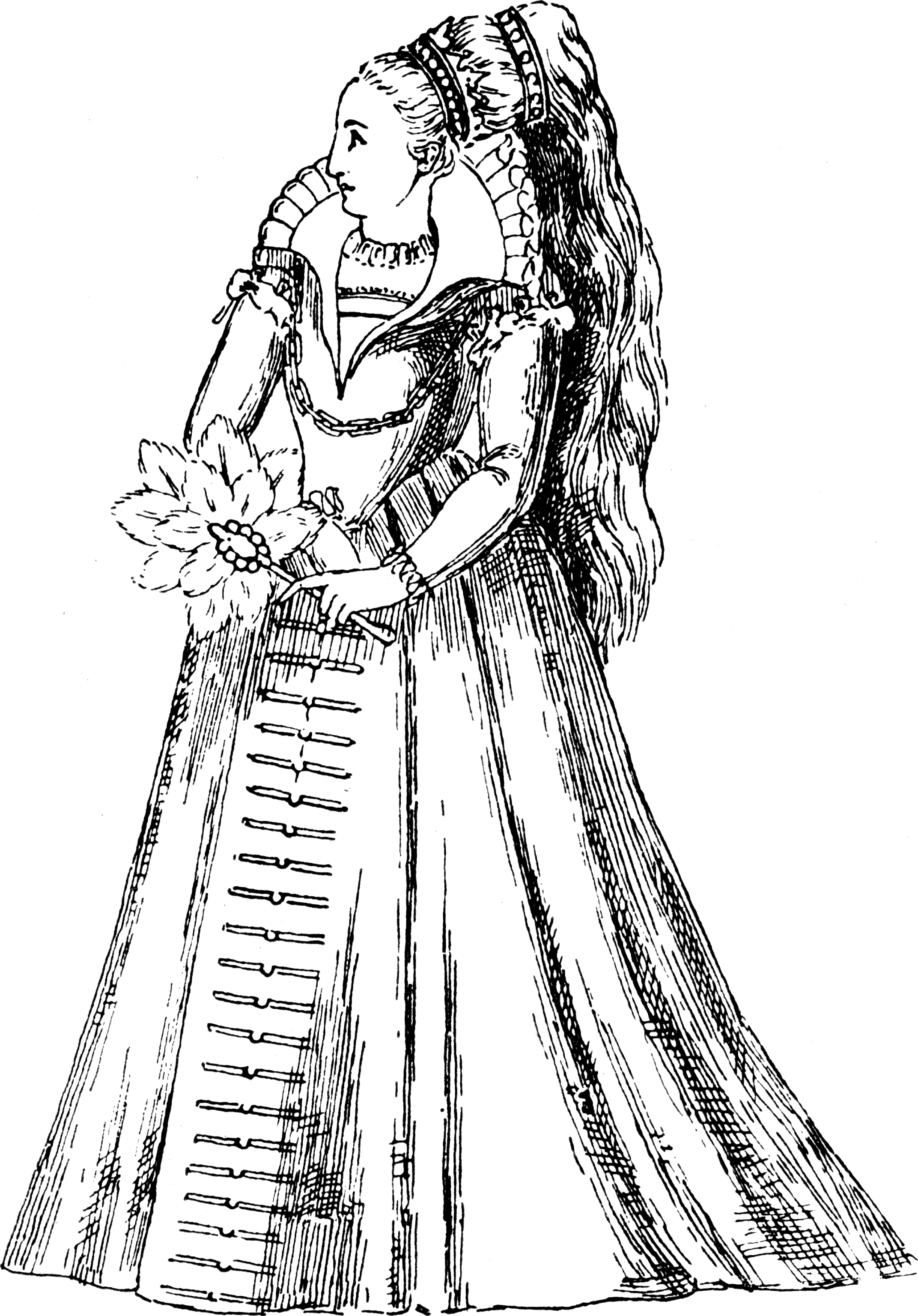
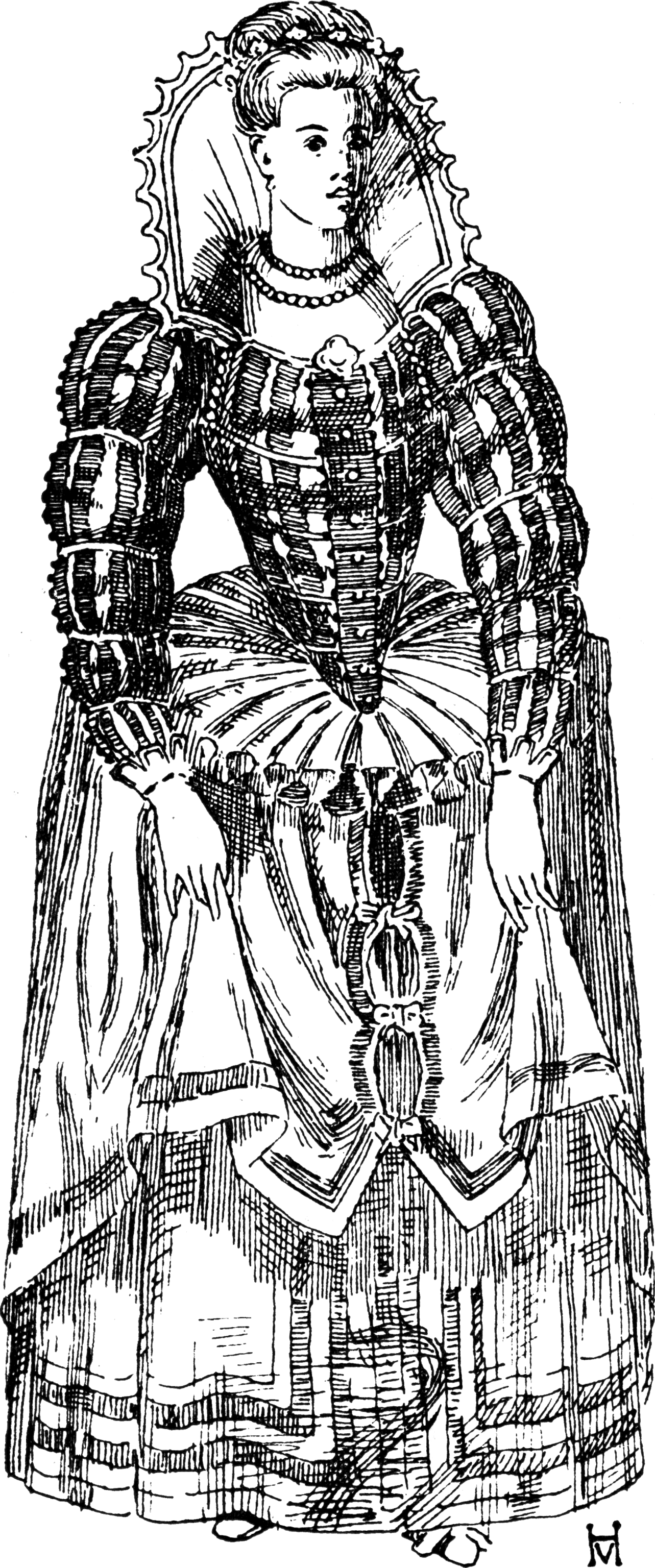
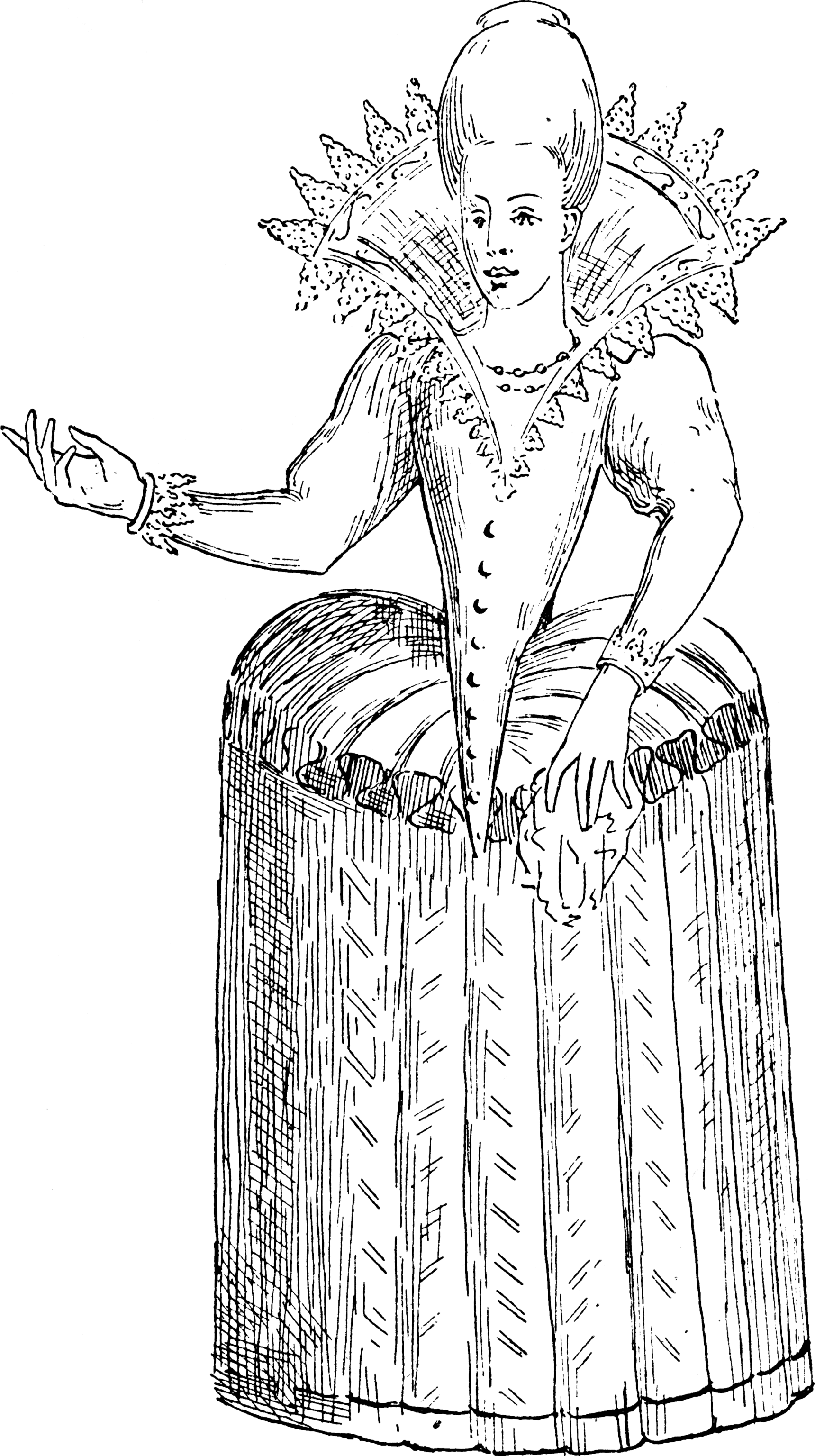
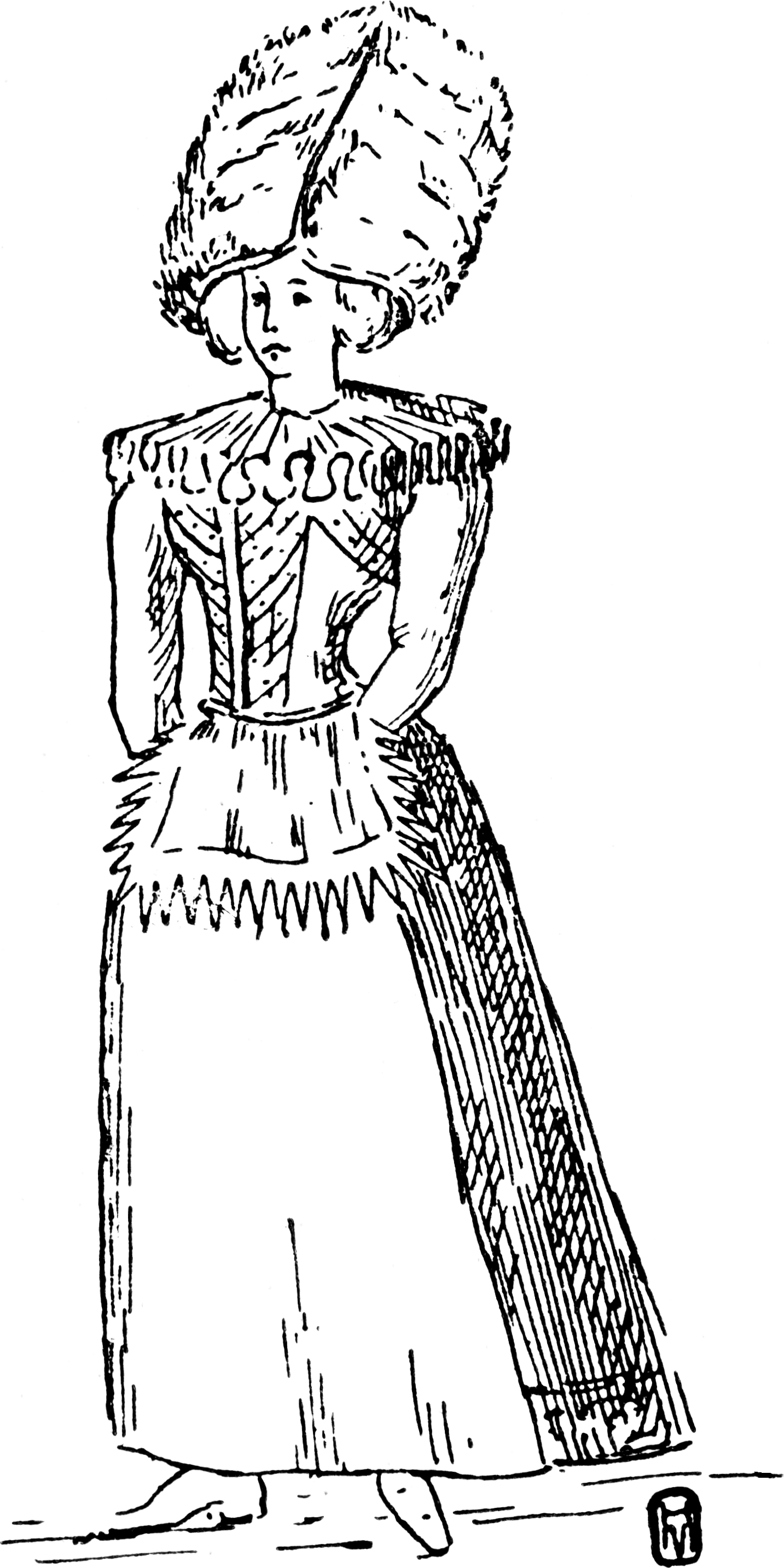
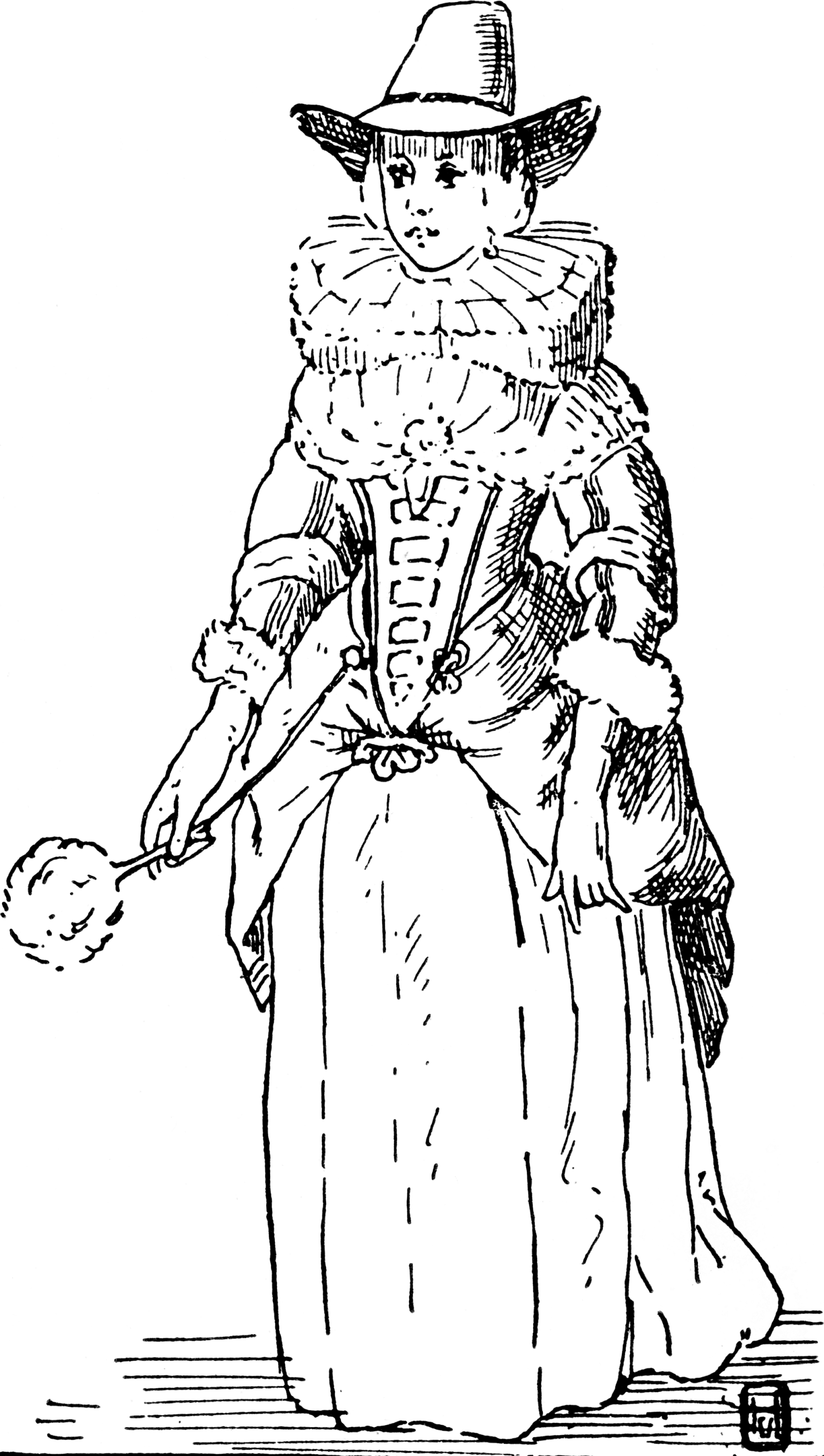
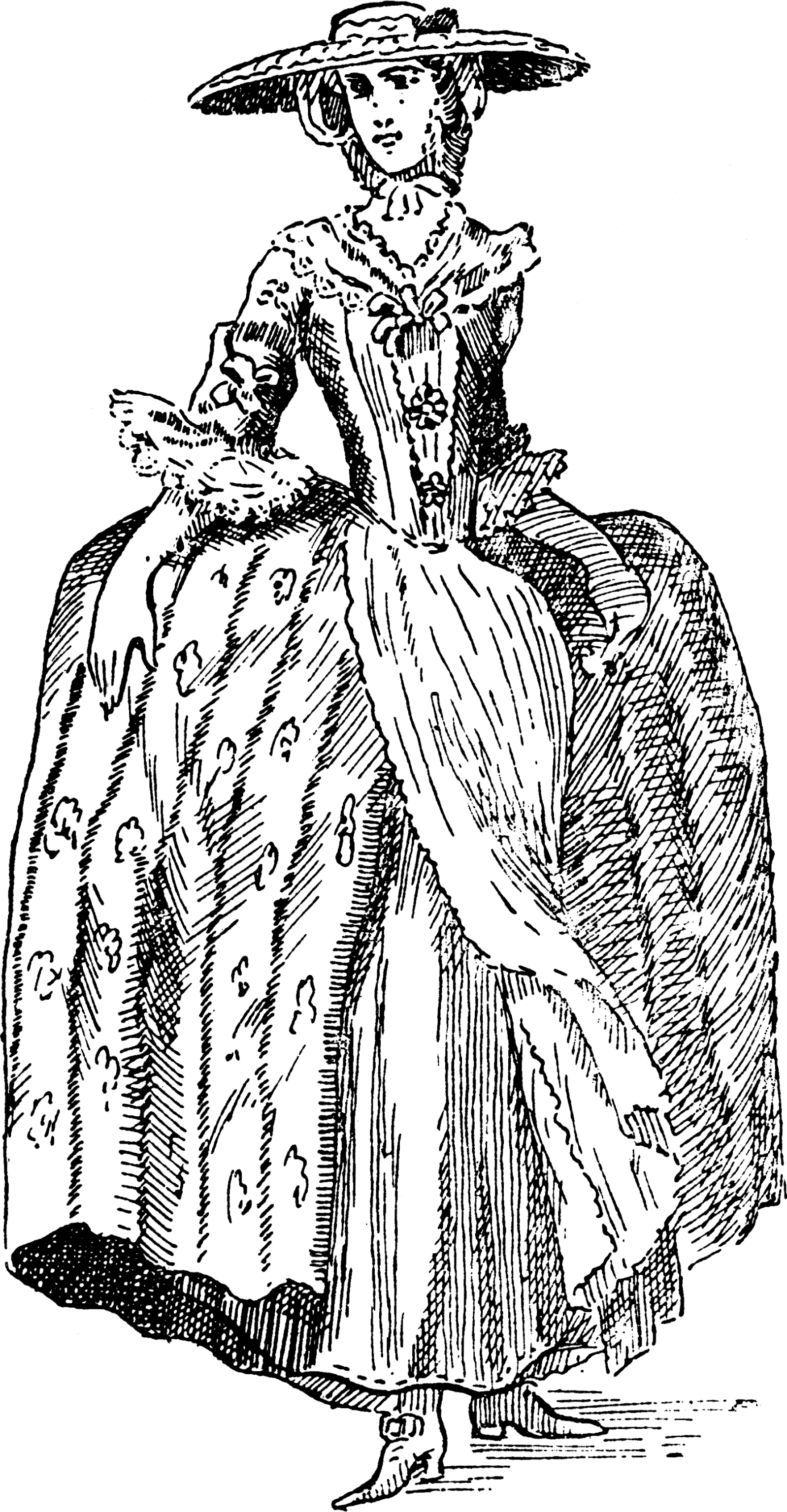
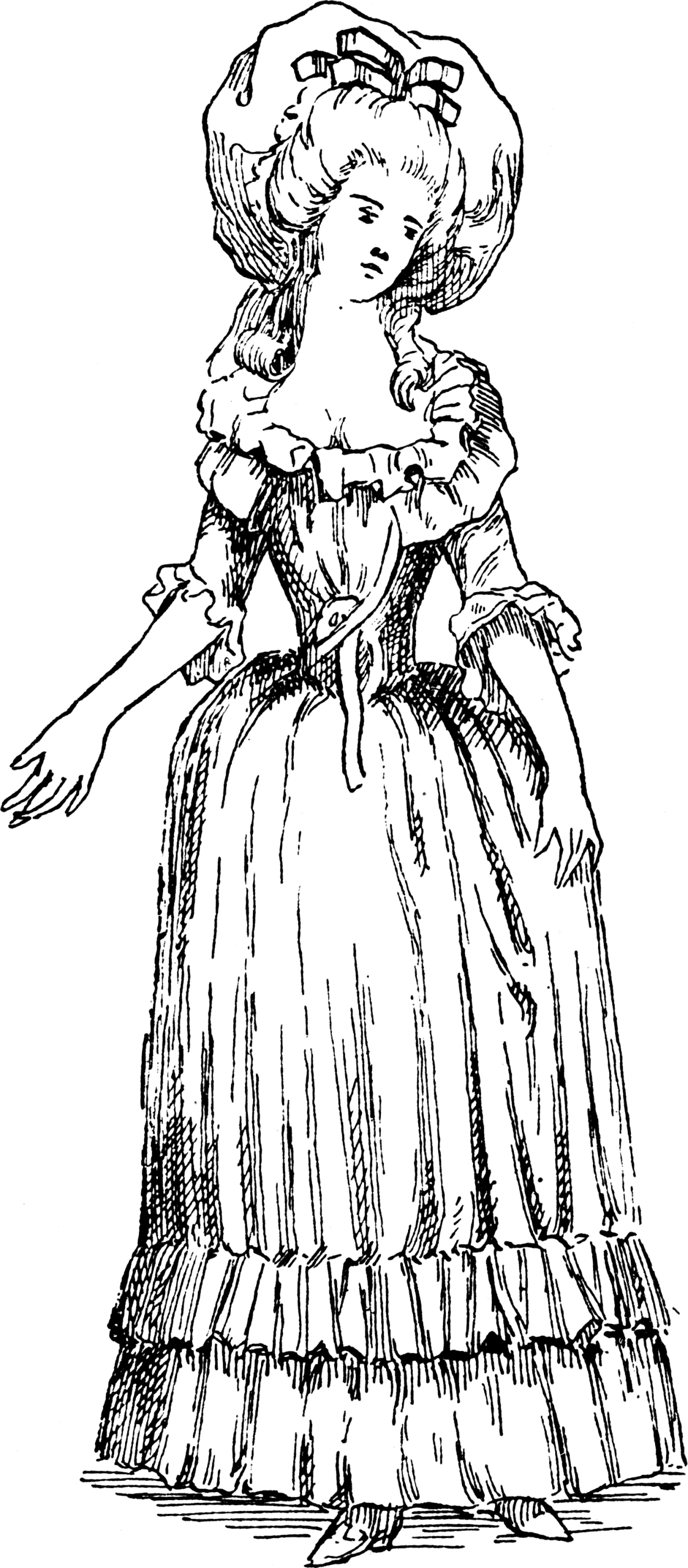
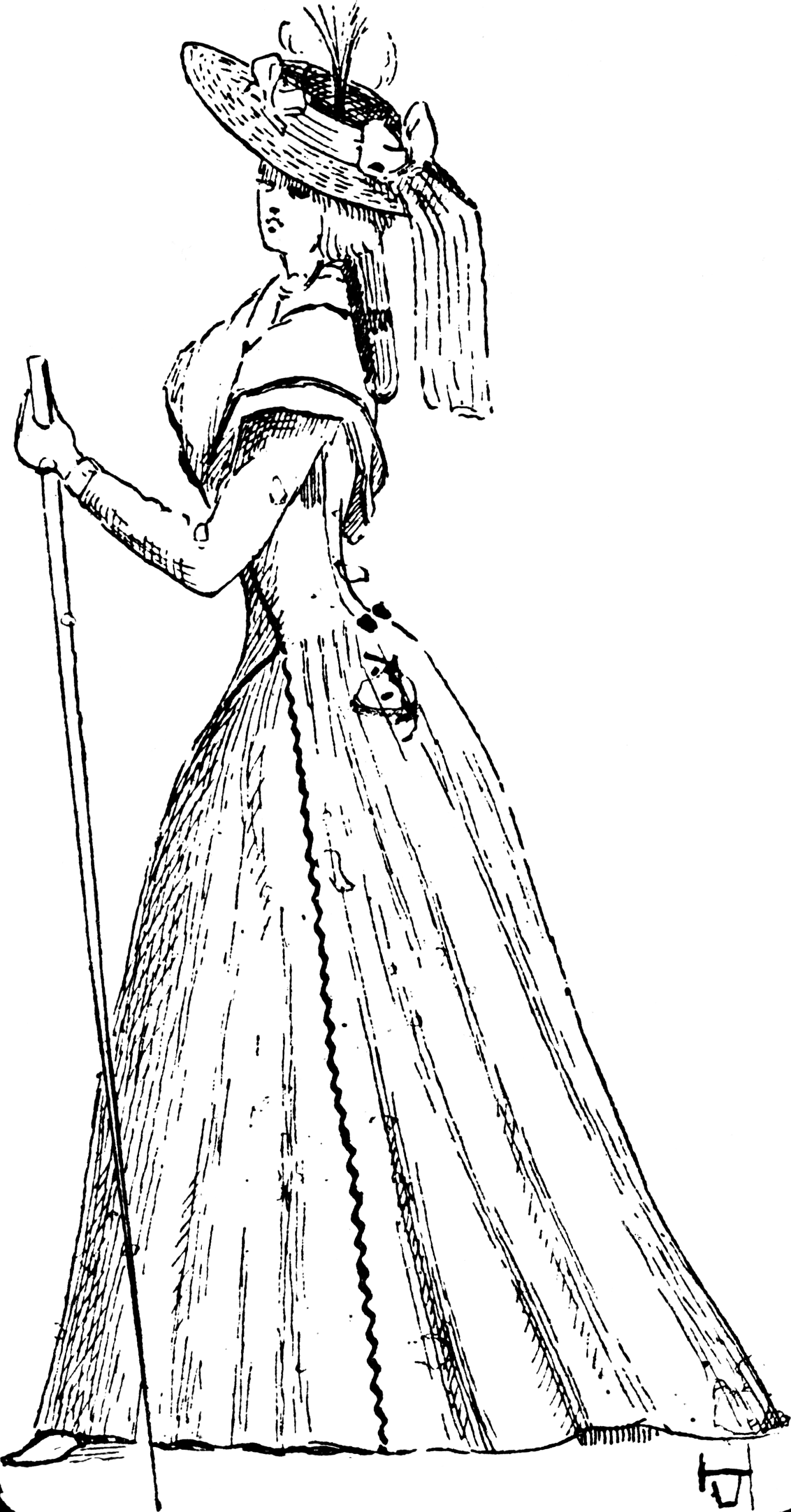

## Expositions
- Paris, 1906 et 1910, Salon des peintres orientalistes ;
- Alger 1911, villa Abd-el-Tif ;
- Paris, 1913 et 1917, Salon des peintres orientalistes, Paris et Chartres ;
- Paris, 1924, L'Aurès et le Souf, galerie Allard ;
- Paris, 1992, galerie Coligny ;
- Chartres, du 30 juin au 30 septembre 2018, musée des Beaux-Arts.